# Liste der Kellergassen in Rußbach (Niederösterreich)
Die Liste der Kellergassen in Rußbach führt die Kellergassen in der niederösterreichischen Gemeinde Rußbach an.
| Foto |                 | Kellergasse                       | Standort                   | Beschreibung |
| ---- | --------------- | --------------------------------- | -------------------------- | --- |
| ja   | Datei hochladen | „Bei der Oberrußbacher Straße“    | KG: Niederrußbach Standort | Die Kellergasse ist eine beidseitige Einzelkellergasse in Hohlweglage. Sie besteht aus 16 Gebäuden, mehrheitlich in Schildmauerform und erneuerungsbedürftig, und hat eine Länge von 100 Metern. |
| ja   | Datei hochladen | Kellergasse/Lehm (bei der Kirche) | KG: Niederrußbach Standort | Das beidseitige Kellergassensystem befindet sich in Hanglage und an einer Geländekante am südöstlichen Ortsrand. Es besteht aus 48 Gebäuden – etwa zwei Drittel traufständige Keller und ein Drittel in Schildmauerform – und hat eine Länge von 650 Metern. Zwei Drittel der Keller sind erneuerungsbedürftig. Die älteste Datierung geht auf das Jahr 1789 zurück. |
| ja   | Datei hochladen | Groß Weikersdorfer Straße         | KG: Oberrußbach Standort   | Die kurze einseitige Kellergasse liegt an einer Geländekante am südlichen Ortsrand. |
| BW   | Datei hochladen | Bachgasse                         | KG: Stranzendorf Standort  | Die kurze einseitige Kellergasse liegt östlich knapp außerhalb der Ortschaft und besteht aus fünf Kellern in Schildmauerform. |
| BW   | Datei hochladen | Fliederweg                        | KG: Stranzendorf Standort  | Das Kellergassensystem am südlichen Ortsrand besteht aus einer ein- und einer beidseitigen Kellergasse in Hang- und Hohlweglage. Es umfasst 22 Gebäude und hat eine Länge von 170 Metern. |
| BW   | Datei hochladen | Pfarrgasse                        | KG: Stranzendorf Standort  | Die Kellergasse ist eine einseitige Einzelkellergasse an einer Geländekante im westlichen Hintaus. Sie besteht aus 8 Gebäuden und hat eine Länge von 100 Metern. |
| BW   | Datei hochladen | Kellergasse (bei der Kirche)      | KG: Stranzendorf Standort  | Das teils ein-, teils beidseitige Kellergassensystem befindet sich in Hohlweglage am nordwestlichen Ortsrand. Es besteht aus 47 Gebäuden, teils traufständig, teils in Schildmauerform, und hat eine Länge von 400 Metern. |

| Foto:                    | Fotografie der Kellergasse (Gesamtheit). Klicken des Fotos erzeugt eine vergrößerte Ansicht. Daneben finden sich zwei Symbole: \| Weitere Bilder vorhanden \| Das Symbol bedeutet, dass weitere Fotos des Objekts verfügbar sind. Durch Klicken des Symbols werden sie angezeigt. \| \| Eigenes Foto hochladen \| Durch Klicken des Symbols können weitere Fotos des Objekts in das Medienarchiv Wikimedia Commons hochgeladen werden. \| |
| Name:                    | Bezeichnung der Kellergasse |
| Standort:                | Es ist die Katastralgemeinde (KG) angegeben. Durch Aufruf des Links Standort wird die Lage der Kellergasse in verschiedenen Kartenprojekten angezeigt. |
| Beschreibung             | Kurze Beschreibung der Kellergasse |
| Weitere Bilder vorhanden | Das Symbol bedeutet, dass weitere Fotos des Objekts verfügbar sind. Durch Klicken des Symbols werden sie angezeigt. |
| Eigenes Foto hochladen   | Durch Klicken des Symbols können weitere Fotos des Objekts in das Medienarchiv Wikimedia Commons hochgeladen werden. |